# Judith Anderson
Judith Anderson, ursprungligen Frances Margaret Anderson-Anderson, född 10 februari 1897 i Adelaide, South Australia, Australien, död 3 januari 1992 i Santa Barbara, Kalifornien, USA, var en australisk-amerikansk skådespelare. 
Hon gjorde scendebut i Sydney 1915 och framträdde i New York första gången 1918. Hon föredrog teater framför film och medverkade i många shakespeareuppsättningar, bland annat som Lady Macbeth i Macbeth. Däremot filmade hon endast sporadiskt. För rollen som Mrs Danvers i Alfred Hitchcocks Rebecca nominerades till en Oscar. Senare kom hon att medverka i flera TV-produktioner.
År 1960 utnämndes hon till Dame Commander av Brittiska imperieorden.

## Filmografi (urval)
- 1940 – Rebecca
- 1941 – Gangsterrazzia
- 1942 – Ringar på vattnet
- 1944 – Laura
- 1945 – ...och sen var ingen kvar
- 1946 – Fallet Martha Ivers
- 1946 – En kammarjungfrus memoarer
- 1947 – Förföljd
- 1947 – Röda husets hemlighet
- 1950 – Våldets lag
- 1953 – Salome - danserskan
- 1956 – De tio budorden
- 1958 – Katt på hett plåttak
- 1970 – A man called Horse
- 1983 – Medea (tv)
- 1984 – Star Trek III
- 1984 – Santa Barbara (tv)
- 1985 – Impure Thoughts